# Phare de Torbjørnskjær

Le phare de Torbjørnskjær (en norvégien : Torbjørnskjær fyr) est un phare actif situé à l'entrée de l'Oslofjord, sur un îlot, dans la commune de Hvaler, comté d'Østfold.
Il est géré par l'administration côtière norvégienne (en norvégien : Kystverket).
Il est classé patrimoine culturel par le Riksantikvaren.

## Historique
Torbjørnskjær est un petit îlot de l'archipel de Hvaler dans le fjord d'Oslo. Avec le phare de Færder, Torbjønskjær marque l'entrée de l'Oslofjord à la frontière avec la Suéde. La station est entrée en service en 1872 et a été dépeuplée et automatisée en 1990.
Le phare se compose d'un bâtiment phare avec une tour dans le pignon. Le bâtiment a une valeur architecturale avec une bonne maçonnerie. En outre, il y a une résidence auxiliaire, une salle des machines, des dépendances, un puits et un jardin, ainsi qu'un hangar à bateaux et deux débarcadères. Il est difficile de débarquer sur l'île, c'est pourquoi aujourd'hui le transport par hélicoptère est souvent utilisé pour l'entretien du phare.
Il y a des phoques et des oiseaux marins dans la région. La  station est située dans le parc national d'Ytre Hvaler, qui a été créé en 2009. L'ensemble de la station a reçu le statut de protection en vertu de la loi sur le patrimoine culturel en 1997.

## Caractéristiques dufeu maritime
Fréquence : 10 secondes (W)
- Lumière : 1 seconde
- Obscurité : 9 secondes

Identifiant : ARLHS : NOR-046 ; NF-000200 - Amirauté : B2219 - NGA : 0012.

### Lien connexe
- Liste des phares de Norvège